# 강대형
강대형(姜大衡, 1952년 2월 23일 ~ , 전남 장성)은 대한민국의 공무원이다.

## 학력
- 광주고등학교 졸업
- 연세대학교 경제학 학사
- 시카고대학교 대학원 경제학 박사

## 경력
- 1973년 : 제13회 행정고시 합격
- 1992년 ~ 1994년 : 경제기획원 북방경제1과 과장
- 공정거래위원회 국제업무제1과장
- 1994년 ~ 1996년 : 공정거래위원회 총괄정책과 과장
- 1998년 ~ 1999년 : 공정거래위원회 소비자보호국 국장
- 1999년 ~ 2000년 : 공정거래위원회 독점국 국장
- 2002년 : 공정거래위원회 경쟁국 국장
- 2002년 ~ 2003년 : 공정거래위원회 정책국 국장
- 2003년 ~ 2005년 : 공정거래위원회 사무처장
- 2003년 10월 ~ 2006년 : 경제협력개발기구 경쟁위원회 부의장
- 2005년 7월 ~ 2006년 8월 : 공정거래위원회 부위원장
- 2006년 ~ : 연세대학교 경제대학원 겸임교수
- 2006년 ~ : 법무법인 케이씨엘 상임고문
- 2014년 ~ 공정동우회 회장
- 2014년 3월 ~ 2017년 3월 : CJ그룹 사외이사
- 2017년 3월 ~ 2020년 3월 : CJ오쇼핑 사외이사 겸 감사위원
- 2017년 3월 ~ 2020년 3월 : CJ ENM 사외이사 겸 감사위원
- 2021년 5월 ~ : LX홀딩스 사외이사

## 참고
| 전임 조학국 | 제8대 공정거래위원회 부위원장 2005년 7월 28일 ~ 2006년 8월 8일 | 후임 김병배 |